# Åsa Karlsson (politiker)
Åsa Ulrika Karlsson, född 15 maj 1973 i Fällfors församling i Västerbottens län, är en svensk politiker (socialdemokrat). Hon är ordinarie riksdagsledamot sedan 2018, invald för Västerbottens läns valkrets.
Karlsson är bosatt i Skråmträsk i Västerbotten. Karlsson är utbildad och arbetande lärare.
I riksdagen är Karlsson ledamot i trafikutskottet och Nordiska rådets svenska delegation sedan 2022 samt vice ordförande i riksdagens delegation till Arktiska parlamentarikerkonferensen sedan 2022. Hon var ledamot i kulturutskottet 2018–2022. Karlsson har varit suppleant i bland annat socialförsäkringsutskottet och Nordiska rådets svenska delegation.